# Agnetina chrysodes
Agnetina chrysodes är en bäcksländeart som beskrevs av Navás 1919. Agnetina chrysodes ingår i släktet Agnetina och familjen jättebäcksländor. Inga underarter finns listade i Catalogue of Life.